# Henrich Focke
Henrich Focke, född 8 oktober 1890 i Bremen, död 25 februari 1979 i Bremen, tysk ingenjör och företagsledare
Henrich Focke grundade tillsammans med Georg Wulf Focke-Wulf.